# Cryptoblepharus caudatus
Cryptoblepharus caudatus (жуан-ді-новський змієокий сцинк) — вид сцинкоподібних ящірок родини сцинкових (Scincidae). Ендемік острова Жуан-ді-Нова

## Поширення і екологія
Жуан-ді-новські змієокі сцинки є ендеміками острова Жуан-ді-Нова, розташованого в Мозамбіцькій протоці. Вони живуть на піщаних дюнах та серед скель, віддають перевагу відкритим сонячним місцевостям.

## Збереження
МСОП класифікує цей вид як такий, що перебуває на межі зникнення. Cryptoblepharus caudatus загроржує хижацтво з боку інвазивних щурів і мишей, а також поширення інтродукованих казуарин.